# Гемрюкчу
«Гемрюкчу» (азерб. Gömrükçü)  — азербайджанський жіночий футбольний клуб з Баку, який виступав у чемпіонаті Азербайджану. Чотириразовий чемпіон Азербайджану. Команда п'ять разів брала участь в розіграшах Кубку УЄФА.

## Історія
Команда заснована 2000 року. Посаду президента клубу займав Хазар Ісаєв.
У 2002 році у зв'язку з недопущенням до участі в жіночому Кубку УЄФА чемпіона України «Легенди» (Чернігів) 13 її гравчинь для отримання ігрової практики у єврокубках приєдналися до «Гемрюкчу» на умовах короткострокової оренди. Серед футболісток, які підсилили азербайджанський клуб, були Ірина Зварич, Віра Дятел, Олена Ходирєва, Наталія Жданова, Алла Лишафай, Людмила Лемешко, Оксана Пожарська, Тетяна Федосова, Дарія Мільчевська, Галина Іванова, Тетяна Чуланова і Наталія Панасюк.
«Гемрюкчу» дебютував у жіночому Кубку УЄФА в другому за рахунком розіграші турніру сезону 2002/03. Команда подолала кваліфікаційний раунд, а в своїй групі посіла передостаннє третє місце. Футболістка клубу, українка Олена Ходирєва стала другою найкращою бомбардиркою турніру з 8-ма забитими м'ячами. Капітаном команди була інша українка Наталія Жданова. Напередодні початку наступного єврокубкового сезону команда знову підсилилася групою українських футболісток. Азербайджанский колектив дійшов до 1/4 фіналу, де поступився данському «Брондбю» з рахунком 0:12 (за сумою двох матчів). Згодом, «Гемрюкчу» ще тричі брав участь у Кубку УЄФА, проте повторити результат сезону 2003/04 років йому не вдался.
Рекордсменка клубу за кількістю проведених матчів у єврокубках Айгун Гіхларова (19 матчів), а найкраща бомбардирка — Олена Ходирєва (11 голів).
За відомими даними «Гемрюкчу» чотири ставав чемпіоном Азербайджану. У 2007 році клуб відмовився від участі в турнірі. Згодом з'явилася інформація, що клуб змінить назву і продовжить виступи. У 2008 році «Гемрюкчу» завоював срібні медалі чемпіонату серед ісламських країн, який відбувся в Тегерані.

## Досягнення
- Чемпіонат Азербайджану
  -  Чемпіон (4): 2003/04, 2004, 2005, 2006 (?)